# Gynækologi
Gynækologi er en lægevidenskab, der beskæftiger sig med kvindesygdomme relateret til kvindens kønsorganer.

## Eksempler
- Endometriose